# Julian Wießmeier
Julian Wießmeier (Norimberga, 4 novembre 1992) è un calciatore tedesco, centrocampista della BFC Dynamo.

## Carriera
Ha esordito in Bundesliga con il Norimberga nella stagione 2010-2011, segnando all'esordio e in quella che sarà la sua unica partita in stagione con la prima squadra.
Nella stagione 2011-2012 giocava 8 partite in Bundesliga.

## Palmarès

### Club

#### Competizioni nazionali
- Erste Liga: 1

Ried: 2019-2020